# Олкевич, Уолтер
Уолтер Олкевич (англ. Walter Olkewicz; 14 ноября 1948, Бейонн, Нью-Джерси, США — 6 апреля 2021) — американский телевизионный актёр, сыгравший канадского преступника Жака Рено в сериале «Твин Пикс», его фильме-продолжении «Сквозь огонь» и в сериале 2017-го года.

## Биография
Уолтер Олкевич родился 14 ноября 1948, в городе Бейонн, штат Нью-Джерси. Его дядя, Эдриан Дрейк, был малоизвестным актёром в 1980-х. Уолтер дебютировал на большом экране в 1979, сыграв небольшую роль в фильме Стивена Спилберга «Тысяча девятьсот сорок первый».
Впоследствии Олкевич стал сниматься в эпизодах известных телевизионных шоу, наиболее продолжительной его работой был сериал «Грейс в огне», в котором он снимался с 1993 по 1996. В 1999 и 2000 он перенёс несколько операций на колене и стал инвалидом. Его сын Зак ушёл из старшей школы, чтобы опекать отца.

## Фильмография
| Год       |    | Русское название                    | Оригинальное название         | Роль                       |
| --------- | -- | ----------------------------------- | ----------------------------- | -------------------------- |
| 1979      | ф  | Тысяча девятьсот сорок первый       | 1941                          | Хиншоу                     |
| 1982      | тф | Песнь палача                        | The Executioner's Song        | Пит Гэлован                |
| 1982      | тф | Голубое и серое                     | The Blue And The Gray         | рядовой Гранди             |
| 1983      | с  | Весёлая компания                    | Cheers                        | Уолли Боделл               |
| 1983      | с  | Лодка любви                         | The Love Boat                 | Леонард Глак               |
| 1985      | с  | Команда «А»                         | The A-Team                    | Джо Скрылов                |
| 1986      | с  | Создавая женщину                    | Designing Women               | Мейсон Додд                |
| 1986      | с  | Фэлкон Крест                        | Falcon Crest                  | танцор                     |
| 1987      | с  | Женаты… с детьми                    | Married with Children         | скрипач                    |
| 1987      | с  | Детективное агентство «Лунный свет» | Moonlighting                  | Леон Саммерс               |
| 1988      | с  | Закон Лос-Анджелеса                 | L.A. Law                      | мистер Хартвиг             |
| 1989      | с  | Умник                               | Wiseguy                       | Джейкобсон                 |
| 1989      | ф  | Большая картина                     | The Big Picture               | Бэйб Рут                   |
| 1990      | с  | Твин Пикс                           | Twin Peaks                    | Жак Рено                   |
| 1990      | с  | Мэтлок                              | Matlock                       | бармен                     |
| 1990      | с  | Флэш                                | The Flash                     | Каллахан                   |
| 1991      | с  | Жизнь продолжается                  | Life Goes On                  | Натан                      |
| 1992      | ф  | Твин Пикс: Огонь, иди за мной       | Twin Peaks: Fire Walk with Me | Жак Рено                   |
| 1993—1996 | с  | Грейс в огне                        | Grace Under Fire              | Дуглас «Дуги» Бодро        |
| 1993      | мс | Бэтмен                              | Batman: The Animated Series   | Кармайн Фальконе           |
| 1994      | ф  | Клиент                              | The Client                    | Роми                       |
| 1995      | тф | Старые, добрые парни                | The Good Old Boys             | «Толстяк» Гервин           |
| 1997      | с  | Профайлер                           | Profiler                      | директор санатория         |
| 1998      | ф  | Убийца из прошлого                  | Milo                          | директор школы Джек Уайатт |
| 1998      | с  | Скользящие                          | Sliders                       | «Босс»                     |
| 1998      | с  | Надежда Чикаго                      | Chicago Hope                  | Гарри Закович              |
| 1999      | с  | Дарма и Грег                        | Dharma & Greg                 | Хоуи                       |
| 2001      | с  | Скорая помощь                       | ER                            | мужчина из Джорджии        |
| 2002      | с  | Любовь вдовца                       | Everwood                      | Майк О’Коннелл             |
| 2017      | с  | Твин Пикс                           | Twin Peaks                    | Жан-Мишель Рено            |